# Coptodactyla torresica
Coptodactyla torresica är en skalbaggsart som beskrevs av Mathews 1976. Coptodactyla torresica ingår i släktet Coptodactyla och familjen bladhorningar. Inga underarter finns listade i Catalogue of Life.